# گورستان ابودجانه
گورستان ابودجانه مربوط به سده‌های میانه و متاخر دوران‌های تاریخی پس از اسلام است و در شهرستان دالاهو، بخش مرکزی، دهستان بان زرده، ۷۰۰ متری شمال غربی روستای باباجان واقع شده و این اثر در تاریخ ۲۶ اسفند ۱۳۸۶ با شمارهٔ ثبت ۲۱۷۶۷ به‌عنوان یکی از آثار ملی ایران به ثبت رسیده است.